# Millà (España)
Millà es una entidad de población española del municipio de Áger, perteneciente a la provincia de Lérida, en la comunidad autónoma de Cataluña.

## Toponimia
El lugar puede aparecer referido con las grafías «Millà» y «Milla».

## Historia
Hacia mediados del siglo XIX, el lugar, por entonces con ayuntamiento propio, tenía contabilizada una población de 85 habitantes. Aparece descrito en el undécimo volumen del Diccionario geográfico-estadístico-histórico de España y sus posesiones de Ultramar de Pascual Madoz con las siguientes palabras:

MILLA: l. con ayunt. en la prov. de Lérida (8 leg.), part. jud. de Balaguer (4 1/2), aud. terr. y c. g. de Barcelona (24) arciprestazgo de Ager (1 1/4); está sit. en un valle rodeado de montes donde el clima es muy caluroso en verano y frio en invierno por no bañarle el sol hasta mas del meidodia; pero muy sano. Se compone de 38 casas entre las que hay una denominada el Castillo, muy pequeña en que se halla la cárcel; tiene igl. parr. (San Pedro) que comprende la aneja de Agulló; el curato es de primer ascenso y lo sirve un cura párroco, y un teniente cura en el anejo: el térm. confina por el N. con el de Corsá (1 leg.); E. Ager (1 1/2); S. Alberola (1 1/2), y O. Fet (2): en su jurisd. se hallan enclavadas las 2 casas de campo denominados las Masas de Millá, sit. en una llanura á 1 leg. del pueblo, y á 1/4 del mismo al pié de un montecito una ermita dedicada San Lupo. En el térm. hay 3 fuentes de muy buena calidad, y ademas corre casi por el estremo O. el Rio Noguera Rivagorzana con direccion de N. á S. El terreno es estéril, poco productivo y muy montuoso; dirigen los caminos á Balaguer, Alberola, Aragon y Ager en mal estado, pasando los vec. á recoger la correspondencia á este último pueblo. prod.: centeno, avena, escaña, algun vino y poco aceite; cria en corto número ganado vacuno, lanar, cabrío y de cerda, y caza de liebres, conejos y perdices. pobl.: 9 vec., 85 alm. riqueza imp.: 21,506 rs. contr.: el 14'48 por 100 de esta riqueza.
(Madoz, 1848, p. 416)

En la actualidad, pertenece al municipio de Áger. En 2022, tenía empadronados siete habitantes.